# Bakh, Venera in kupid
Bakh, Venera in kupid je oljna slika plje na platnu (209,5 x 161,5 cm), ki jo pripisujejo Rossu Fiorentinu, datirana v leto 1531-1532 in se hrani v Musée national d'histoire et d'art v Luxembourgu.

## Zgodovina
V obeh izdajah Življenj je Giorgio Vasari podrobno opisal dve oljni sliki z mitološkimi motivi, ki ju je ustvaril Rosso za Franca I. Francoskega. V prvi izdaji (1550) se jih je spomnil, kot so bile naslikane takoj po njegovem prihodu v Francijo (1530) in pred prihodom Primaticcia (1532). Bili sta na koncih galerije Franca I. v palači Fontainebleau.
Če se o Kupidu in Psihi ve malo ali nič, se morda misli na Kupida in Venero, katerih risba je ohranjena v Louvru, Bakha in Venero pa je Béguin previdno identificiral v umetnostnem muzeju mesta Luxembourg. V neoptimalnih konservatorskih razmerah, če je ne moremo pripisati neposredno Rossu, ga ne moremo pripisati niti kateremu od njegovih sodelavcev v Fontainebleauju, zato je danes oživljena in razvita hipoteza, da je delo mojstra.

## Opis in slog
Bakh, protagonist prizora, počiva na zapletenem drapiranem sedežu, dviga desno roko s skledo vina za banket, kar spominja na kipe boga Michelangela in drugih. Trup boga je razširjen in skulpturalen, udi pa so podolgovati in ohlapno razporejeni v najbolj prefinjenem mednarodnem manierističnem slogu. Ob njegovih nogah od zadaj Kupid jezdi leva z mrtvimi očmi, blizu katerega leži okrašen ročaj meča. Na desni Venera, naslonjena na vazo, prikazuje kanonične oblike ženske lepote tistega časa, z razširjenimi boki, ozkim pasom, dobro proporcionalnimi prsmi. Kompozicijo zaključuje desno zgoraj satir z rdečim platnom, ki veselo dviga grozde.
Zelo prefinjeno delo s formalnega vidika, lahko vidimo inventivne lastnosti Rossa in nov slikarski slog, ki ga je uvedel na dvoru: erotičnost, primarno okrasje, dragocen slog, prefinjena ikonografija. Celotno poslikavo bi pravzaprav idealno lahko vpisali v oval, kot starodavno kamejo, na kar nakazujejo tudi simetrične ukrivljene črte obokane noge sedeža in zaobljeno telo vaze.